# Wesselius Marcus Houwing
Wesselius Marcus Houwing (Oldelamer, 1 maart 1831 - Hoorn, 4 februari 1907) was een Nederlands politicus.
Houwing was een hervormde predikant van de moderne richting, die tien jaar liberaal Tweede Kamerlid voor het Fries-Drentse district Wolvega (Weststellingwerf) was. Hij sloot zich aan bij de vooruitstrevende liberalen. Hij sprak in de Kamer alleen over onderwerpen met een beperkt belang. Zijn zoon Johannes Houwing werd later hoogleraar aan de Universiteit van Amsterdam.
- Biografisch Portaal: 21108338
- Digitale Bibliotheek voor de Nederlandse Letteren: houw018
- Parlement.com: vg09ll1uogvy